# Čang Jü
Čang Jü (čínsky pchin-jinem Zhāng Yǔ, znaky zjednodušené 张羽, tradiční 張羽; 1333–1385) byl čínský básník, esejista a malíř žijící na přelomu jüanského a mingského období, jeden ze „čtyř velikánů ze Su-čou“.

## Jména
Čang Jü používal zdvořilostní jméno Laj-i (čínsky pchin-jinem Láiyí, znaky zjednodušené 来仪, tradiční 來儀) a pseudonym Ťing-ťü (čínsky pchin-jinem Jìngjū, znaky zjednodušené 静居, tradiční 靜居).

## Život
Čang Jü pocházel ze Sün-jangu (v prefektuře Ťiou-ťiang v Ťiang-si), žil Su-čou (v provincii Ťiang-su), předním kulturním centru tehdejší Číny.
Vynikl jako básník, kaligraf i malíř. Zapojil se do sučouských literárních kruhů, se svými vrstevníky, velkým básníkem Kao Čchim, a malíři a básníky Jang Ťim a Sü Penem je zahrnován mezi „čtyři velké literáty ze Su-čou“. Čtveřice ještě s dalšími sučouskými literáty tvořila umělecký kroužek zvaný „přátelé od severní hradby“, pod neformálním vedením Kao Čchiho.
V polovině 50. let 14. století v rámci bojů za povstání rudých turbanů (proti nadvládě mongolské říše Jüan) si Su-čou za své sídlo zvolil Čang Š’-čcheng, jeden z povstaleckých generálů. Čang Jü přijal místo v jeho administrativě. Po porážce Čang Š’-čchenga a dobytí Su-čou budoucím prvním císařem říše Ming, Ču Jüan-čangem (roku 1367), byli mnozí tamní vzdělanci vypovězení do vzdálených pohraničních krajů, Čang Jü byl však roku 1371 povolán do mingských služeb. Sice zachovával loajalitu novému režimu, ale Ču Jüan-čang nedůvěřoval bývalým Čang Š’-čchengovým poddaným. Nakonec pod tlakem podezřívání byl Čang Jü dotlačen k sebevraždě, utopil se při návratu z exilu. Z jeho malířského díla ze zachoval jediný obraz, horská krajina ve stylu Mi Fua.